# Horní Kruty
Horní Kruty település Csehországban, a Kolíni járásban. Horní Kruty Úžice, Skvrňov, Barchovice és Zásmuky településekkel határos. Lakosainak száma 501 fő (2024. január 1.).

## Népesség
A település lakosságának változását az alábbi diagram mutatja:
| Lakosok száma | 1013 | 1089 | 1051 | 686  | 543  | 508  | 526  | 522  | 515  | 501  |
|               | 1869 | 1890 | 1921 | 1950 | 1980 | 2001 | 2017 | 2019 | 2022 | 2024 |